# Taśma LED

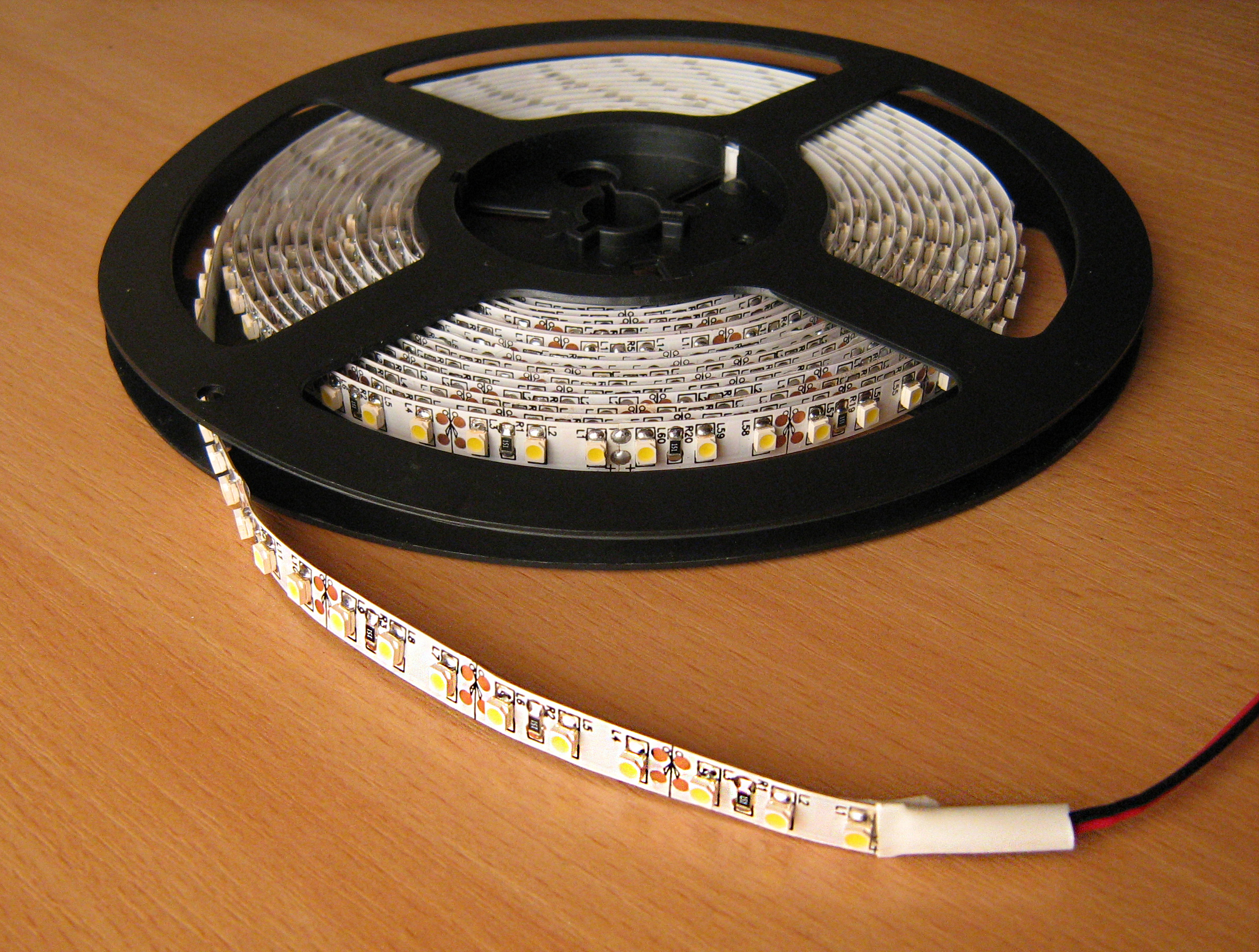
Taśma LED na rolce

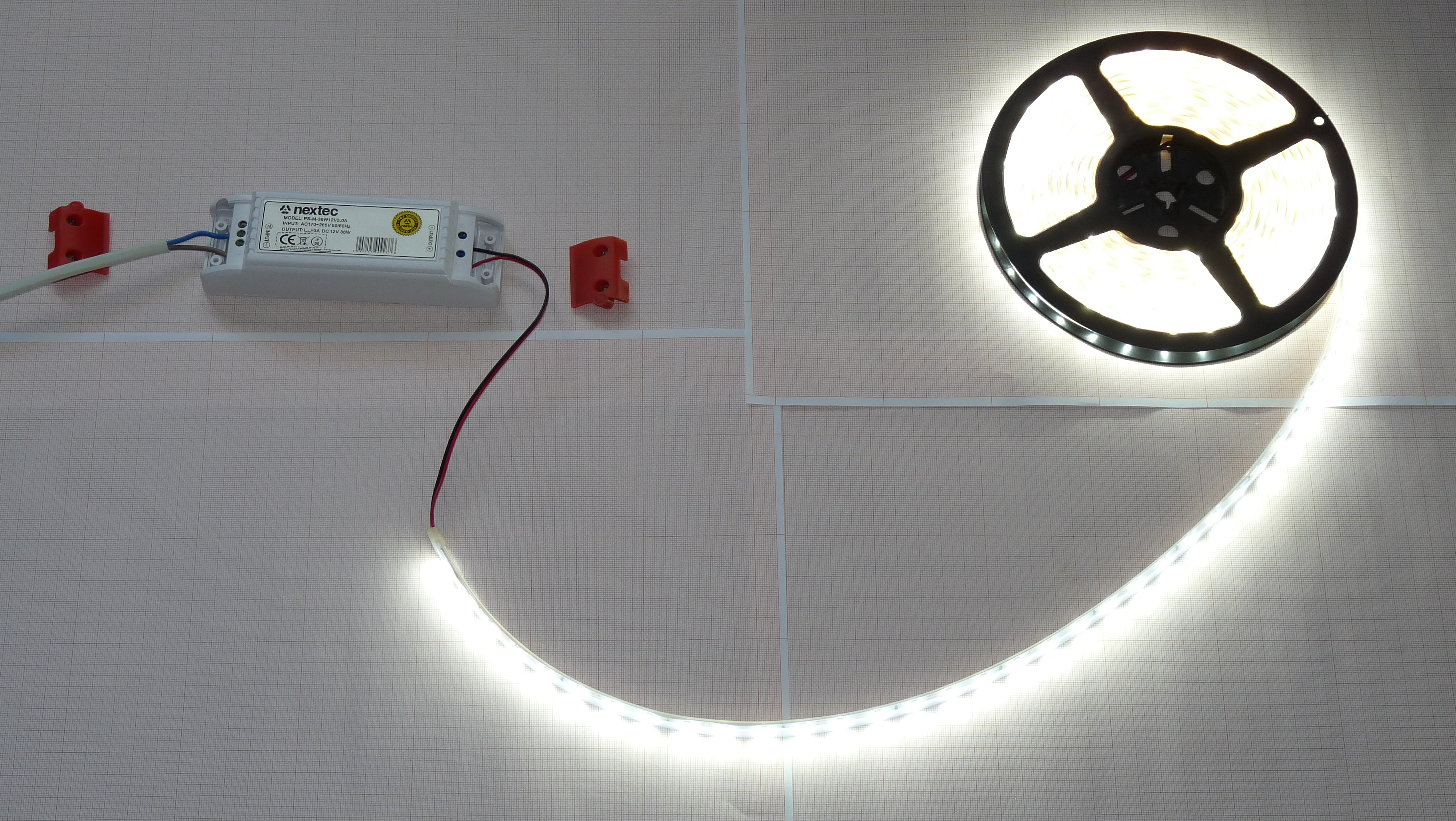
Taśma podłączona do zasilacza stałonapięciowego

Taśma LED – liniowe źródło światła oparte na technologii LED. Jest skonstruowana z płaską miedzianą taśmę, na którą nadrukowane są chipy LED pokryte luminoforem.

## Budowa taśm LED
Taśma LED to niskonapięciowe źródło światła, gdzie samo napięcie zależne jest od zastosowanych chipów LED i ich aranżacji na pasku PCB. Na pasku nadrukowane są odpowiednie rezystory odpowiadające za to, by obciążenie prądowe diod było odpowiednie. Powyższe elementy montowane są na miedzianym podkładzie PCB, często dwu lub trzywarstwowym, co usprawnia oddawanie ciepła na pasku. Na dole paska LED podklejona jest dwustronna taśma ułatwiająca sam montaż.

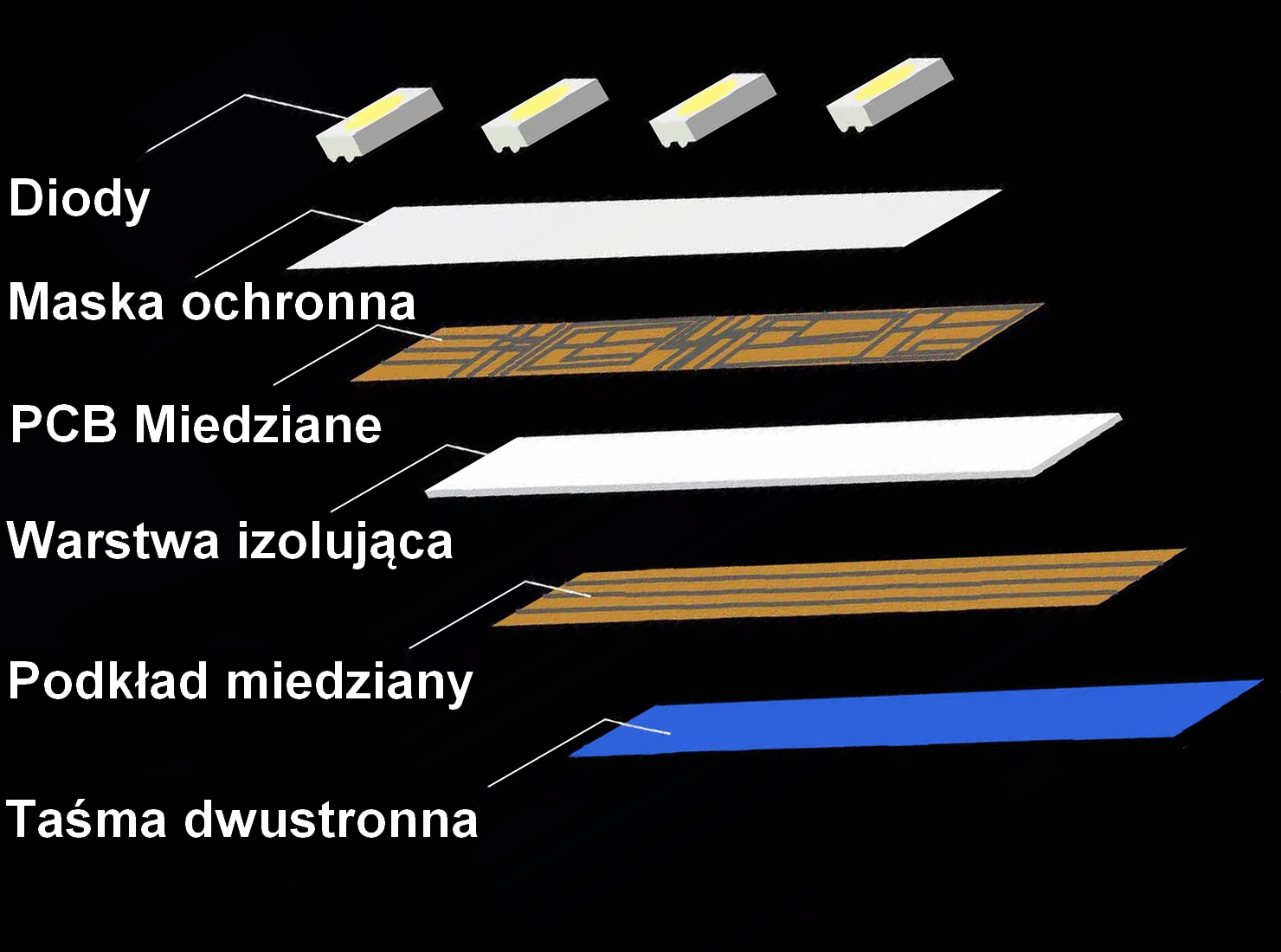
Budowa taśmy LED SMD

## Rodzaje taśm LED
Taśmy LED występują w szerokim spektrum rozwiązań i podzielić można zależnie od kryterium na które się zdecydujemy.

### Podział ze względu na typ diody.
Ze względu na typ diody taśmy podzielić można na:
- taśmy LED SMD – oparte na diodach w technologii powierzchniowo montowanej (surface mounted diode). Dzieli się je dalej w zależności od typu zastosowanej diody i ich gęstości. Dla przykładu taśma LED 3528 60xSMD oznacza, że jest to model z diodą o wymiarze 3,5mm na 2,8mm o gęstości 60 diod na metr paska.
- taśmy LED COB -– oparte na diodach Chip on Board. Wyróżniają się równomierną linią luminoforu przez co redukowany jest efekt punktowości taśmy, oraz większą elastycznością niż modele SMD.

### Podział ze względu na barwę światła.
Ze względu na barwę taśmy podzielić można na:
- taśmy LED jednokolorowe – taśmy mające możliwość emisji światła w jednej barwie. Mogą być to różne odcienie barwy białej, lub też pojedyncze kolory jak np. niebieski, czy zielony.
- taśmy LED wielokolorowe – taśmy, które dzięki dedykowanym sterownikom emitować mogą wiele barw światła. Należą do nich taśmy RGB, CCT, RGBW i RGBCCT.

Podział ze względu na technologię sterowania.
Taśmy można podzielić również zależnie od technologii sterowania. Taśmy dzielić można na:
- taśmy LED analogowe – taśmy w których sterujemy całym paskiem jednocześnie. Prostsze w wysterowaniu (wystarczą proste sterowniki PWM), ale z mniejsza ilością możliwości.
- taśmy LED cyfrowe – taśmy w których każda sekcja ma swój własny, nadany przez sterownik cyfrowy adres. pozwala to na uzyskanie wielu płynnych efektów jak przejścia, rozwijanie się taśmy etc..

Jak widać powyżej, istnieje wiele rodzajów taśm których mnogość umożliwia dobór modelu do praktycznie każdych możliwych wymogów.

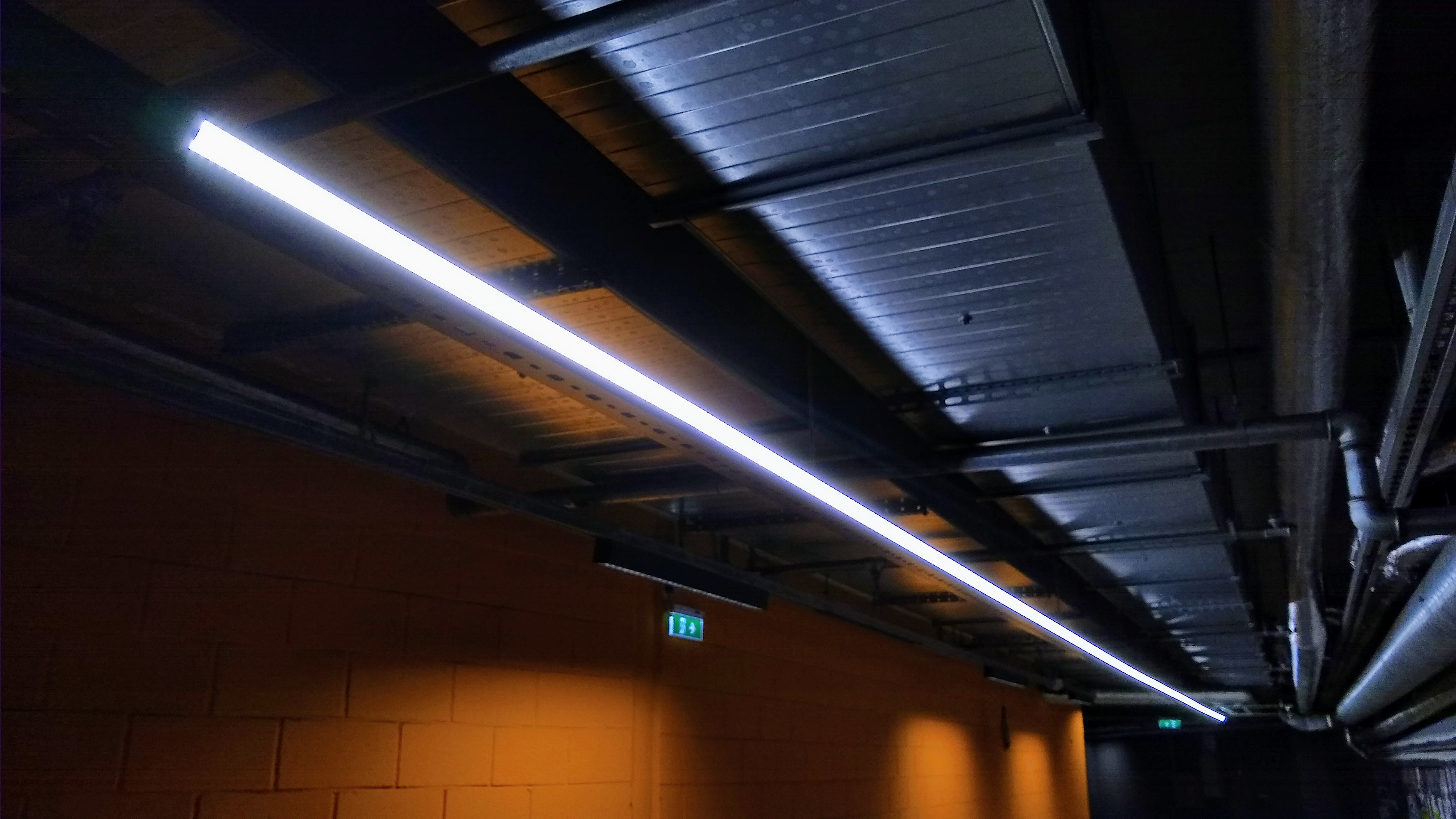
Zastosowanie taśmy LED w praktyce

## Zastosowanie taśm LED
Szeroki zakres dostępnych na rynku taśm sprawia, że są one jednym z najszerzej stosowanych rodzajów światła LED. Ich główne zastosowanie to oświetlenie domowe takie jak choćby stosowane już od wielu lat podświetlenie schodów, czy oświetlenie podszafkowe. Taśmy LED są idealnym rozwiązaniem w praktycznie każdej opcji oświetlenia pośredniego. Szeroki zakres modeli wraz z uniwersalnością montażu pozwalają w prosty sposób tworzyć unikalne aranżacje wnętrz. To z kolei przekład się na fakt, że ilość metrów bieżących LED do powierzchni użytkowej, z roku na rok jest coraz większa.
Co więcej taśmy LED coraz częściej stosuje się nie tylko w oświetleniu domowym, ale również przy bardziej skomplikowanych zagadnieniach takich jak np. systemy hodowli biomasy mikroalg, czy przy tworzeniu nowych rozwiązań dla odzieży ostrzegawczej.